# John Keck
John Keck (* 1. Oktober 1931 in Montgomery, Iowa; † 5. Mai 2015 in Des Moines, Iowa) war ein US-amerikanischer Schiedsrichter im American Football, der von der Saison 1972 bis 1996 in der NFL tätig war. Er trug die Uniform mit der Nummer 67.

## Karriere

### College Football
Vor dem Einstieg in die NFL arbeitete er als Schiedsrichter im College Football in der Big Eight Conference, wo Art McNally, dem damaligen Supervisor of Officials der NFL, sein Potenzial erkannte und ihn ermutigte sich für die NFL zu bewerben. Kecks letztes College-Footballspiel war der Orange Bowl 1972 – Alabama Crimson Tide gegen die Nebraska Cornhuskers.

### National Football League
Keck begann im Jahr 1972 seine NFL-Laufbahn.
Er war während seiner gesamten Laufbahn als Umpire tätig.
Er war im Schiedsrichtergespann beim Super Bowl XXX im Jahr 1996 in der Crew unter der Leitung von Hauptschiedsrichter Red Cashion. Zudem war er Umpire im Pro Bowl 1982.